# رامون ده مندیزابال
رامون ده مندیزابال (انگلیسی: Ramón de Mendizábal; ۵ نوامبر ۱۹۱۴ – ۱۱ فوریهٔ ۱۹۳۸) بازیکن فوتبال اهل اسپانیا بود.
از باشگاه‌هایی که در آن بازی کرده‌است می‌توان به باشگاه فوتبال هرکولس، باشگاه فوتبال اتلتیکو مادرید، و باشگاه فوتبال رئال مادرید اشاره کرد.